# شیر یهودا

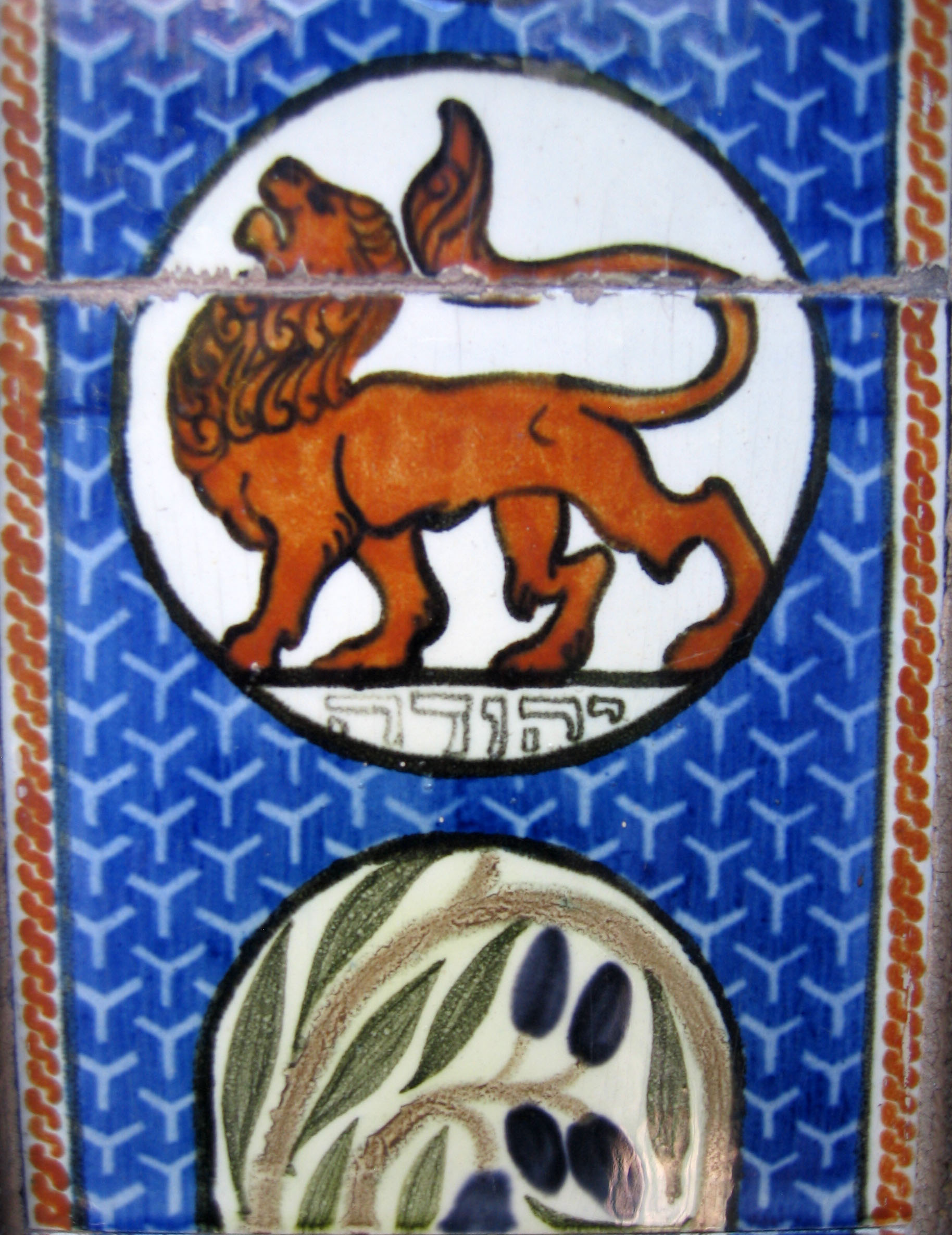
شیر یهودا در یک کاشی.

شیر یهودا در سمبل شهر اورشلیم.

شیر یهودا سمبل قبیله یهودا یکی از دوازده قبیله اسرائیل (اسباط) است. یهودا چهارمین پسر یعقوب بود که این قبیله را ایجاد کرد. اولین ارتباط بین شیر و یهودا در زمانی که یهودا توسط یعقوب در کتاب پیدایش مورد آمرزش قرار میگیرد است. داوود و عیسی هر دو به قبیله یهودا تعلق داشتند. در کتاب مکاشفه یوحنا شیر قبیله یهودا به عیسی اطلاق شده است.

## تاریخچه
قبیله یهودا به صورت سنتی با شیر مرتبط است. اولین ارتباط در زمانی است که یعقوب این سمبل را به یهودا داده و از او به عنوان گور آریه גּוּר אַרְיֵה יְהוּדָה "شیر جوان" یاد میکند در زمانی که او را آمرزش میدهد. از این رو سمبل شیر به عنوان سمبل قبیله یهودا مورد استفاده قرار میگرفت و شهر اورشلیم پایتخت قبیله یهودا بود. در مسیحیت شیر یهودا به عیسی اطلاق میشود. عیسی به قبیله یهودا تعلق داشت و در کتاب مکاشفه یوحنا از او به عنوان شیر یهودا یاد شده است.